# Владимирский Лагерь
Влади́мирский Ла́герь (также Владимирский) — местечко с военным полигоном и железнодорожной станцией в Струго-Красненском районе Псковской области России, входит в городское поселение Струги Красные.

## Расположение
- Станция расположена в 63 км к северо-востоку от Пскова и в 74 км от Луги.
- Удалённость от административного центра района — посёлка городского типа Струги Красные составляет 7 км.

## Население
| 2001 | 2011  | 2020  | 2021  |
| ---- | ----- | ----- | ----- |
| 2900 | ↘2700 | ↘1823 | ↘1575 |

Численность населения местечка по оценке на конец 2000 года составляла около 2900 жителей, по оценке на начало 2011 года — 2700 жителей.

## История
Владимирский Лагерь (Владимирские лагеря) — военный полигон в Струго-Красненском районе. Создан в 1905 году по указу от 12 мая 1903 года императора Николая II недалеко от платформы Броневской, переименованной в станцию Владимирский Лагерь. Назван, как и посёлок у полигона, в честь великого князя Владимира Александровича, сына императора Александра II.
Для устройства артиллерийского полигона и лагеря было введено военному ведомству до шести тысяч десятин земли. Военный городок и железнодорожная станция сохранили своё название до настоящего времени.
Летом здесь размещались одна пехотная дивизия и две артиллерийские бригады 18 армейского корпуса, для обеспечения их боевой подготовки имелись большой артиллерийский полигон, обычное и пулеметное стрельбища. В расписаниях 1908 и 1911—1912 годов уже платформа Владимирский Лагерь. На карте 1915 года и в расписаниях лета 1917 и 1922—1923 годов также платформа Владимирский лагерь. Позднее историческое название временно вышло из употребления. Например, советский генетик Иосиф Абрамович Рапопорт, обучавшийся в ЛГУ, где была военная кафедра, позже вспоминал: 

В 1931 году я был в лагере «Струги Красные» вместе с моими товарищами, людьми моего возраста, с генетиками и другими, и стал сержантом.
Другое название — Красноармейский лагерь — упоминается в биографии работавшего там старшим сторожем Н. А. Селиверстова и в «Административном справочнике по районам Ленинградской области» за 1936 год Наименование платформы Владимирский Лагерь сохранено на военно-топографической карте 1939 года, а вот в сводках Ленинградского штаба партизанского движения времен войны указывается не только станция Владимирский Лагерь, но и платформа Красноармейский лагерь.
На схеме Ленинградской дороги 1941 года эта станция на 74 километре от Луги и 63 километре от Пскова. На карте Ленинградской железной дороги 1943 года присутствует станция Владимирский Лагерь (на 211 километре двухпутной линии).

«2-я Ленинградская партизанская бригада под командованием тов. Синельникова, численностью 560 человек в ночь на 18.10.43 г. совершила налет на ж.-д. участок платформа Владимирский Лагерь — Лапино. В результате налета взорвано 920 рельсов, 500 метров телефонно-телеграфной связи и 1 ж.-д. будка» (Из боевого донесения начальника ЛШПД М. Н. Никитина в ЦШПД от 1 декабря 1943 года)
По сведениям Информбюро, от немецкой оккупации платформа Владимирский Лагерь освобождена 24 февраля 1944 года. После войны линейная станция. На картах 1944—1948 годов станция Владимирский Лагерь на 63 км от станции Псков-Пассажирский.

«О Владимирском Лагере, о его истории у меня есть статья в историко-краеведческом журнале „Псков“, № 24 за 2006 год. В конце 30-х гг. вокруг станции Владимирский Лагерь возник поселок Леоново, где жили железнодорожники. Поселок получил своё название от имения Леоново, а то в свою очередь было названо по имени сына владельца имения Ю. И. Броневского — Леона Юлиановича Броневского. В поселке Леоново до войны была школа, хлебопекарня, магазин военторга, почтово-телеграфное отделение, больница, лимонадный завод. Здание деревянного вокзала, которое изображено на фото 1960 г., было построено в 1946 г., а разобрали его в 1994 г., поспешили, надеясь построить новый кирпичный вокзал. Но недостроенная коробка вокзала стоит до сих пор. До войны на станции были деревянное здание вокзала, ж/д казармы, паровозное депо, магазин ОРСа. От станции в район деревень Маяково и Камарино была построена узкоколейка для подвозки заготавливаемого леса. Её использовали немцы в тех же целях. Составы с лесом возил мотовоз. Немцы при отступлении взорвали узкоколейку, сожгли вокзал и паровозное депо. Казармы на 210 км (построена в 1870 г.) и на 211 км (построена в 1862 г.) сохранились до наших дней. Здание 2-х этажной казармы напротив посадочной площадки перевезли из военного городка в нач. 60-х гг. после передислокации туда подразделений 2-й Тацинской танковой дивизии. До этого оно использовалось под офицерское общежитие. Тогда поселок Леоново был упразднен и очень многие послевоенные постройки разбирались или перевозились в другие места. Отдельные участки узкоколейки вместе с рельсами сохранялись до 1950-х гг. Железнодорожная насыпь видна до сих пор. По одному из участков насыпи для узкоколейки (от военного кладбища до шоссе Струги Красные — Владимирский Лагерь) пассажиры ходят на станцию и от неё в городок.» А. Н. Ефимов.

## Настоящее время
На территории располагаются:

Памятник Черябкину П. Л. в п. Владимирский Лагерь

- 1544-й зенитный ракетный полк 2-й дивизии ПВО, сформированный на базе бывшей 133-й гвардейской зенитной ракетной бригады, передислоцированная из Западной группы войск[11][12].
- 25-я отдельная гвардейская мотострелковая бригада[13][14][15] (в 1955–1970 здесь дислоцировалась 2-я гвардейская танковая дивизия).
- Одноименная железнодорожная станция на линии Санкт-Петербург — Варшава.
- Часовня «Михаила Архангела».
- Памятник[уточнить] Герою Советского Союза П. Л. Черябкину